# Peter Prevc
Peter Prevc (Kranj, 20 september 1992) is een Sloveense schansspringer. Hij werd in 2010 vice-wereldkampioen bij de junioren en nam deel aan drie opeenvolgende Olympische Winterspelen (2010, 2014 en 2018). Hij behaalde twee Olympische medailles.

## Carrière
Prevc maakte zijn debuut in de wereldbeker in het seizoen 2009/2010. Bij zijn eerste wedstrijd in Lillehammer werd hij meteen 22e en veroverde dus meteen wereldbekerpunten. Op 19 februari 2012 won hij zijn eerste wereldbekerwedstrijd door winst op de Heini Klopfer Skivliegschans in de teamwedstrijd in Oberstdorf. Op de wereldkampioenschappen schansspringen 2013 in Val di Fiemme behaalde hij brons op de normale schans en zilver op de grote schans.
Op 12 januari 2014 won hij in Bad Mitterndorf  zijn eerste individuele wereldbekerwedstrijd. Mede door deze overwinning eindigde hij op de 2e plaats in de eindstand van Wereldbeker schansspringen 2013/2014. Hij won tevens de wereldbeker skivliegen. Later nam Prevc een tweede keer deel aan de Olympische Winterspelen. In Sotsji behaalde Prevc de zilveren medaille op de normale schans en de bronzen medaille op de grote schans. In maart 2014 behaalde Prevc ook de bronzen medaille op de Wereldkampioenschappen skivliegen 2014. Op 26 juli 2014 behaalde Prevc zijn eerste overwinning in de Grand Prix schansspringen door winst op de Malinka-schans in het Poolse Wisła.
In 2015 werd hij derde in het Vierschansentoernooi. Op 14 februari 2015 sprong hij tijdens de wereldbekerwedstrijd in Vikersund 250 m ver, meteen goed voor een nieuw wereldrecord. Amper 1 dag later moest hij dit record al terug inleveren aan Anders Fannemel die 251,5 m ver sprong op dezelfde Vikersundbakken. Aan het eind van het seizoen 2014/2015 deelde hij de eerste plaats in de wereldbeker met Severin Freund.
In het seizoen 2015/2016 begon hij zeer goed met onder andere de winst van de Vierschansentournee, waar hij de wedstrijden in Garmisch-Partenkirchen, Innsbruck en Bischofshofen won. Hetzelfde seizoen schreef hij ook de wereldbeker op zijn naam.

## Belangrijkste resultaten

### Olympische Winterspelen
| Jaar | Plaats      | Resultaten                                             |
| ---- | ----------- | ------------------------------------------------------ |
| 2010 | Vancouver   | 7e normale schans 16e grote schans 8e landenwedstrijd  |
| 2014 | Sotsji      | normale schans · grote schans · 5e landenwedstrijd     |
| 2018 | Pyeongchang | 12e normale schans 10e grote schans 5e landenwedstrijd |

### Wereldkampioenschappen schansspringen
| Jaar | Plaats        | Resultaten                                                                                               |
| ---- | ------------- | --- |
| 2011 | Oslo          | 17e normale schans · 25e grote schans · 6e landenwedstrijd normale schans · landenwedstrijd grote schans |
| 2013 | Val di Fiemme | normale schans · grote schans · 8e landenwedstrijd normale schans · 6e landenwedstrijd grote schans      |
| 2015 | Falun         | 13e HS100 5e Team HS100 4e HS134 6e Team HS134                                                           |
| 2017 | Lahti         | 11e HS100 4e Team HS100 9e HS130 5e Team HS130                                                           |
| 2019 | Seefeld       | 24e HS109 16e HS 130 4e Team HS109 6e Team HS130                                                         |

### Wereldkampioenschappen skivliegen
| Jaar | Plaats                   | Resultaten            |
| ---- | ------------------------ | --------------------- |
| 2014 | Harrachov                | HS205                 |
| 2016 | Tauplitz/Bad Mitterndorf | HS225 · 4e Team HS225 |
| 2018 | Oberstdorf               | 6e HS235 · Team HS235 |

### Wereldkampioenschappen junioren
| Jaar | Plaats        | Resultaten                                          |
| ---- | ------------- | --------------------------------------------------- |
| 2009 | Strbske Pleso | 6e normale schans 5e landenwedstrijd normale schans |
| 2010 | Hinterzarten  | normale schans · landenwedstrijd normale schans     |

### Wereldbeker
Eindklasseringen
| Seizoen   | Algm   | SV   | 4S     | NT  | RAW |
| --------- | ------ | ---- | ------ | --- | --- |
| 2009/2010 | 35e    | –    | 41e    | 10e |     |
| 2010/2011 | 24e    | 36e  | 13e    |     |     |
| 2011/2012 | 15e    | 18e  | 20e    |     |     |
| 2012/2013 | 7e     | 5e   | 8e     |     |     |
| 2013/2014 | Zilver | Goud | 4e     |     |     |
| 2014/2015 | Goud   | Goud | Zilver |     |     |
| 2015/2016 | Goud   | Goud | Goud   |     |     |
| 2016/2017 | 9e     | 5e   | 14e    |     | 5e  |
| 2017/2018 | 15e    | 8e   | 21e    |     | 10e |
| 2018/2019 | 29e    | 25e  | 46e    |     | 12e |
| 2019/2020 | 8e     | 28e  | 8e     |     | 7e  |

Wereldbekerzeges
| Datum            | Plaats                 | Schans      |
| Individueel      | Individueel            | Individueel |
| ---------------- | ---------------------- | ----------- |
| 12 januari 2014  | Bad Mitterndorf        | HS200       |
| 25 januari 2014  | Sapporo                | HS134       |
| 23 maart 2014    | Planica                | HS139       |
| 24 januari 2015  | Sapporo                | HS134       |
| 14 februari 2015 | Vikersund              | HS225       |
| 20 maart 2015    | Planica                | HS225       |
| 13 december 2015 | Nizhny Tagil           | HS134       |
| 19 december 2015 | Engelberg              | HS137       |
| 20 december 2015 | Engelberg              | HS137       |
| 1 januari 2016   | Garmisch-Partenkirchen | HS140       |
| 3 januari 2016   | Innsbruck              | HS130       |
| 6 januari 2016   | Bischofshofen          | HS140       |
| 10 januari 2016  | Willingen              | HS145       |
| 30 januari 2016  | Sapporo                | HS134       |
| 10 februari 2016 | Trondheim              | HS140       |
| 13 februari 2016 | Vikersund              | HS225       |
| 14 februari 2016 | Vikersund              | HS225       |
| 27 februari 2016 | Almaty                 | HS140       |
| 28 februari 2016 | Almaty                 | HS140       |
| 17 maart 2016    | Planica                | HS225       |
| 18 maart 2016    | Planica                | HS225       |
| 11 februari 2017 | Sapporo                | HS134       |
| 9 maart 2020     | Lillehammer            | HS140       |
| Team             |                        |             |
| 19 februari 2012 | Oberstdorf             | HS213       |
| 11 januari 2013  | Zakopane               | HS134       |
| 9 februari 2013  | Willingen              | HS145       |
| 23 maart 2013    | Planica                | HS215       |
| 23 november 2013 | Klingenthal            | HS140       |
| 18 januari 2014  | Zakopane               | HS134       |
| 31 januari 2015  | Willingen              | HS145       |
| 21 maart 2015    | Planica                | HS225       |
| 6 februari 2016  | Oslo                   | HS134       |
| 16 maart 2019    | Vikersund              | HS240       |

### Grand-Prix
Eindklasseringen
| Jaar | Plaats |
| ---- | ------ |
| 2010 | 23e    |
| 2011 | 32e    |
| 2012 | 36e    |
| 2013 | 41e    |
| 2014 | 14e    |
| 2015 | 6e     |
| 2016 | 6e     |
| 2017 | 47e    |
| 2019 | 19e    |

Grandprixzeges
| Datum        | Plaats | Schans     |
| ------------ | ------ | ---------- |
| 20 juli 2012 | Wisła  | Team HS134 |
| 26 juli 2014 | Wisła  | HS134      |